# Sergi Darder (voetballer)
Sergi Darder Moll (Artà, 22 december 1993) is een Spaans voetballer die als middenvelder speelt. Hij verruilde Espanyol in augustus 2023 voor Mallorca.

## Clubcarrière
Darder speelde in de jeugd bij Artá, CE Manacor en Espanyol. Hij stapte in juli 2012 van het tweede team van Espanyol over naar dat van Málaga. Dat haalde hem op 14 augustus 2013 officieel bij het eerste elftal, samen met Samu en Fabrice Olinga. Darder debuteerde drie dagen later samen met Samu in de Primera División, tegen Valencia. Hij werd na 80 minuten naar de kant gehaald voor Sebastián Fernández. Valencia won in Mestalla met 1–0 dankzij een doelpunt van Ricardo Costa. Een week later speelde Darder de volledige wedstrijd mee tegen FC Barcelona. Barcelona won met 0–1 in La Rosaleda. Darder speelde twee jaar in het eerste elftal van Málaga, waarmee hij in die tijd elfde en negende werd in de Primera División.
Darder tekende in augustus 2015 een contract tot medio 2020 bij Olympique Lyon, de nummer twee van de Ligue 1 in het voorgaande seizoen. Dat betaalde 12 miljoen euro voor hem aan Málaga. Hij kwam zo in 2015/16 voor het eerst uit in de Champions League, tegen Valencia, Zenit Sint-Petersburg en Gent. Hij hielp Lyon dat seizoen ook om opnieuw tweede te worden. Hoewel hij regelmatig speelde, werd hij in Frankrijk nooit een onbetwiste basisspeler. Lyon liet hem daarom in augustus 2017 op huurbasis vertrekken naar Espanyol. Dat nam hem een jaar later definitief over. Darder werd bij de Spaanse ploeg wel meteen een vaste basisklant en bleef dat ook zes seizoenen lang. Hij speelde in die jaren 219 competitiewedstrijden, waarvan 202 vanaf de aftrap. Nadat hij zich in 2018/19 met Espanyol plaatste voor de Europa League, degradeerde hij in 2019/20 met zijn team naar de Segunda División. Hij keerde een jaar later met een titel op zak terug in de Primera División. Darder eindigde in 2022/23 opnieuw onder de degradatiestreep met Espanyol. Deze keer daalde hij niet mee af. In plaats daarvan tekende hij in augustus 2023 voor vijf jaar bij Mallorca.

## Interlandcarrière
Darder maakte deel uit van verschillende Spaanse nationale jeugdselecties. Hij bereikte met Spanje –17 de finale van het EK –17 van 2010.

## Erelijst
| Kampioen Segunda División | 1x | 2020/21 |

1 Greif ·
2 Morey ·
3 Lato ·
4 Van der Heyden ·
5 Mascarell ·
6 Copete ·
7 Muriqi ·
8 Morlanes ·
9 Prats ·
10 Darder ·
11 Asano ·
12 Costa ·
13 Román ·
14 Rodríguez ·
16 Fernández ·
17 Larin ·
18 Sánchez ·
19 Llabrés ·
20 Chiquinho ·
21 Raíllo  ·
22 Mojica ·
23 Maffeo ·
24 Valjent ·
25 Cuéllar ·
27 Navarro ·
33 Luna ·
Coach: Arrasate